# 張聿光
張聿光（1885年7月8日—1968年4月9日），浙江紹興人，民初西畫家。

## 生平

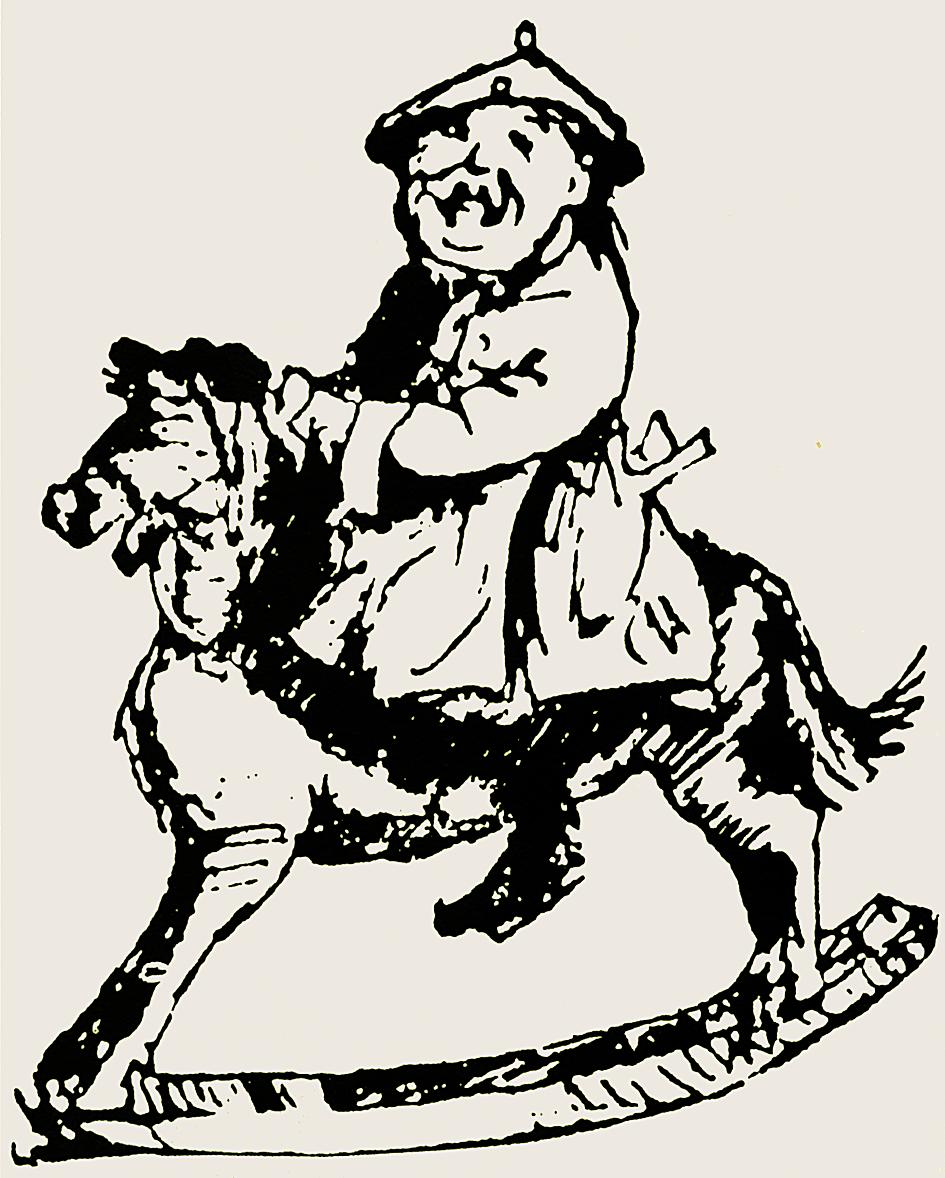
袁世凯骑木马 张聿光 1911

寓居上海，從周湘學畫。上海圖畫美術院的首任校長，1919年離任。同年和他人共同創立上海馬利工藝廠，生產西洋畫顏料。1928年任上海新華藝專副校長，後為上海中國畫院畫師。兼擅中西繪畫，善鳥獸、人物、山水均著稱於世。作品有《雙馬》、《袁世凱騎木馬》。
在文革中張聿光家被抄，绘画生涯全部泯灭，神志迟饨，步履蹒跚，于1968年4月9日病逝于上海市第九人民医院。

## 轶事
据南怀瑾介绍，張聿光天生有阴阳眼，常能看到鬼。